# زیردریایی یو-۴۲۴
زیردریایی یو-۴۲۴ (به انگلیسی: German submarine U-424) یک زیردریایی بود که طول آن ۶۷٫۱ متر (۲۲۰ فوت ۲ اینچ) بود. این زیردریایی در سال ۱۹۴۲ ساخته شد.